# Una bionda per papà
Una bionda per papà (titolo originale: Step by Step) è una serie televisiva della Warner Bros. e trasmessa dal 1991 al 1998.
In Italia la serie è stata trasmessa inizialmente su Rete 4 dall'11 ottobre 1992 con il titolo Che guai in casa Lambert!. Successivamente, in occasione dell'arrivo su Canale 5 la serie è stata riedita col titolo Una bionda per papà. L'edizione italiana è stata curata per Fininvest da Elena Sansonetti ed il doppiaggio è stato eseguito da Studioimmagine.

## La storia
Una bionda per papà è ambientato a Port Washington, cittadina del Wisconsin. I protagonisti sono Frank Lambert, imprenditore divorziato con 3 figli (JT, Al, Brendan) e Carol Foster, estetista vedova, anch'ella con 3 figli (Dana, Karen, Mark). 
I due, quasi senza nemmeno conoscersi, durante una vacanza in Giamaica decidono di sposarsi. Al loro ritorno a casa decidono di non far sapere nulla ai figli, ma di aspettare qualche mese in modo da dar loro il tempo di conoscersi. Questo tentativo non va però a buon fine, ed i due sono costretti ad ammettere il loro matrimonio segreto. Frank decide di trasferirsi con la sua famiglia a casa della moglie, decisione che i figli, molto diversi tra di loro, non condividono. Con il passare delle puntate, nonostante i genitori sperino che le due famiglie si integrino, emergono numerosi contrasti tra i sei giovani, che rappresentano le enormi differenze tra le due famiglie.

## Personaggi

### Famiglia Foster
- Carol Foster-Lambert, interpretata da Suzanne Somers, doppiata da Fabrizia Castagnoli.
La madre di Dana, Karen e Mark, fa l'estetista e ha un salone da parrucchiera.
- Dana Foster, interpretata da Staci Keanan, doppiata da Antonella Baldini.
La figlia primogenita di Carol, è una ragazza bionda di circa sedici anni (1ª serie). È la tipica ragazza con "la testa sulle spalle", che non farebbe mai una cosa senza pensare agli effetti che comporterebbe. Inoltre, sia pur senza raggiungere il livello di Mark, considera la scuola molto importante e prende sempre buoni voti. Il suo più grosso difetto è quello di non saper accettare una sconfitta, e di cercare sempre la perfezione in maniera talvolta ossessiva. Proprio per il suo carattere, non ha un bel rapporto con i Lambert, ed in particolare con JT: molto spesso i due finiscono col litigare. In queste occasioni, Dana risulta ironica, in quanto ha sempre la battuta pronta per prendere in giro il suo fratellastro, ma spesso anche presuntuosa, visto che si crede nettamente superiore al giovane. Nella sesta stagione, sorprendendo tutti, e anche se stessa, si fidanza con Rich, il migliore amico di JT, con il quale resterà fidanzata fino all'ultima puntata.
- Karen Foster, interpretata da Angela Watson, doppiata da Rossella Acerbo.
Sorella minore di Dana ma, diversamente da lei, è piuttosto frivola e svampita seppur molto carina; da quando era bambina sogna di fare la modella. Questo sogno la porta in alcune occasioni a pensare solo alle cose materiali (come i vestiti), tralasciando completamente le sensazioni altrui. In questo senso, risulta l'esatto opposto della sorella Dana.
- Mark Foster, interpretato da Christopher Castile, doppiato da Davide Perino (prima voce) e da Paolo Vivio (seconda voce). 
Il figlio più piccolo di Carol, è un ragazzo di 11 anni e inizialmente appare come un "secchione" interessato soltanto ai computer, ma poi piano piano, crescendo, cambia molto: spinto dai suoi amici, inizia a frequentare ragazze trasgressive, da cui si fa trascinare a compiere gesti da ribelle, come tirare uova sulle porte delle case dei vicini.

### Famiglia Lambert
- Frank Lambert, interpretato da Patrick Duffy, doppiato da Claudio Sorrentino (st. 1) e da Gianni Giuliano (st. 2-7) 
Il padre di JT, Al e Brendan, fa l'imprenditore e ha una sua compagnia.
- John Thomas "JT" Lambert, interpretato da Brandon Call, doppiato da Fabrizio Manfredi.
Il figlio primogenito di Frank. Come Dana, all'inizio della serie ha circa 16 anni. È il tipico ragazzo-peste, spesso gioca alle altre persone scherzi infantili, e si diverte alle spalle di esse. Nelle prime serie conduce insieme a Cody una trasmissione televisiva notturna, chiamata "Il mondo di JT", da cui però viene cacciato quando una rete televisiva se ne interessa.
- Alicia "Al" Lambert, interpretata da Christine Lakin, doppiata da Perla Liberatori.
All'inizio della serie ha 11 anni, è l'unica figlia femmina di Frank e di conseguenza un "maschiaccio": ama il football ed è, almeno nelle prime stagioni, più simile ai suoi fratelli che alle due sorellastre. In seguito, però, inizia a perdere questa sua caratteristica: diventa meno aggressiva e inizia ad usare modi più femminili e ad interessarsi ai ragazzi. Nelle ultime serie, sviluppa un gusto verso la recitazione, per cui è molto portata.
- Brendan Lambert, interpretato da Josh Byrne, doppiato da Gemma Donati (st. 1-5) e da Alessio De Filippis (st. 6). 
Il figlio più giovane di Frank, che all'inizio della serie ha 7 anni e (prima della nascita di Lilly) è il più piccolo di casa. È un bambino timido e ha un ruolo da protagonista soltanto in pochissimi episodi. Col procedere della serie Brendan appare sempre meno, fino addirittura a sparire senza alcuna spiegazione durante l'ultima stagione.
- Cody Lambert, interpretato da Sasha Mitchell, doppiato da Giorgio Borghetti.
Il nipote di Frank che all'inizio della serie ha 19 anni. Fa la sua prima apparizione durante la quarta puntata della prima serie, durante la quale si trasferisce col suo furgone (che lui considera la sua casa, infatti vi vive a tutti gli effetti, ma allo stesso tempo la sua ragazza, visto che la tratta sempre come una persona e con maniere delicate) nel giardino di casa Lambert. Da questo possiamo dunque capire quanto questo sia un tipo piuttosto strano. Proprio per la sua stranezza è anche molto simpatico. Nel primo episodio in cui compare, JT gli propone come scommessa di uscire con Dana; lui accetta e questa, pur di vedere JT perdere una scommessa, accetta di uscire con lui. Ma proprio durante questa uscita Cody si innamora di Dana e da allora in poi cercherà in tutti i modi di conquistarla. Uno dei suoi hobby preferiti è suonare la chitarra, in particolare pezzi blues piuttosto strani, scritti da lui e che esprimono quasi sempre le sue sensazioni del momento. Esce di scena al termine della quinta stagione e torna nel penultimo episodio.

### Altri personaggi
- Penny e Ivy Baker, interpretate da Patrika Darbo e Peggy Rea 
La sorella e la madre di Carol, entrambe sovrappeso e alla perenne ricerca di un uomo. Ma le due non riscuoteranno mai molto successo tra i fan e saranno eliminate alla fine della prima stagione.
- Rich Halke, interpretato da Jason Marsden, doppiato da Francesco Pezzulli.
Compare per la prima volta durante la quinta stagione, è il migliore amico di JT, e in seguito diventerà anche il ragazzo di Dana, pur non avendo nulla in comune con lei: a scuola non va per niente bene, ed assomiglia molto come carattere a JT.
- Lilly Foster-Lambert, interpretata da Lauren Meyering e Kristina Meyering (st. 5) e da Emily Mae Young (st. 6-7), doppiata da Letizia Ciampa.
La figlia di Carol e Frank nata durante la quarta stagione. Porta il cognome Foster-Lambert, unione di quelli della madre e del padre a simboleggiare l'unione delle due famiglie. Con l'inizio della sesta stagione, le vengono aggiunti 4 anni, passando così da 1 a 5.
- Jean-Luc Rieupeyroux, interpretato da Bronson Pinchot, doppiato da Marco Bolognesi.
Un affermato estetista francese, socio in affari di Carol durante la sesta stagione. Va molto d'accordo con la piccola Lily, che riempie spesso di regali. Al termine della stagione il suo personaggio viene cancellato dallo show.
- Samantha "Sam" Milano, interpretata da Alexandra Adi, doppiata da Barbara De Bortoli.
La fidanzata di JT nelle ultime due stagioni. Di professione fa il meccanico ed è proprio tramite il suo lavoro che conosce JT. È molto abile in campi normalmente considerati "da uomini", come biliardo, braccio di ferro... Per questo JT fa spesso la figura dello sprovveduto quando sfida la ragazza a una di queste attività.

## Episodi
La serie è composta da un totale di 160 episodi, raggruppati in sette stagioni andate in onda originariamente negli Stati Uniti tra il 1991 e il 1998.
| Stagione         | Episodi | Prima TV originale | Prima TV Italia |
| ---------------- | ------- | ------------------ | --------------- |
| Prima stagione   | 22      | 1991-1992          | 1992-1993       |
| Seconda stagione | 24      | 1992-1993          |                 |
| Terza stagione   | 23      | 1993-1994          |                 |
| Quarta stagione  | 24      | 1994-1995          |                 |
| Quinta stagione  | 24      | 1995-1996          |                 |
| Sesta stagione   | 24      | 1997               |                 |
| Settima stagione | 19      | 1997-1998          |                 |

## La sigla
La sigla, intitolata Second Time Around, è stata scritta da Jesse Frederick e Bennett Salvay (le stesse persone che hanno scritto sigle di altri telefilm di successo quali Gli amici di papà e Otto sotto un tetto) e cantata da Jesse Frederick e Theresa James. Col procedere delle serie questa è stata progressivamente accorciata, dai quasi due minuti della prima serie ad arrivare ad una ventina di secondi della settima.
In particolare, il secondo verso e un pezzo del sesto sono stati eliminati con la seconda serie, la parte iniziale (assolo della chitarra) è stata cancellata all'inizio della quarta e per la sesta serie la sigla è stata totalmente eliminata, salvo essere ripristinata nella settima lasciando però solamente il ritornello.
La sigla di testa è stata girata nel parco divertimenti Six Flags Magic Mountain, alla periferia nord di Los Angeles. Inoltre, è stato inserito un oceano generato dal computer. La scena rappresenta una carrellata di tutti i personaggi principali del telefilm, che prendono parte alle numerose attrazioni del parco. Il momento più rappresentativo, che è anche quello che viene più spesso associato al telefilm, è quella che riprende "dal vivo" i ragazzi su un ottovolante in discesa vertiginosa.

## Retroscena
- L'abolizione del personaggio di Cody è stata causata dalla pubblicità negativa ricaduta su Sasha Mitchell in seguito ad un'accusa di violenze familiari. Nel tentativo di non perdere la comicità di Cody furono introdotti ben tre nuovi personaggi: Flash, Jean-Luc e Rich Halke, ma solo quest'ultimo riuscì ad arrivare alla fine della serie. Durante la settima stagione, dimostrata la falsità delle accuse e con gli ascolti ormai in netta diminuzione, Cody torna per il penultimo episodio.
- Per gli episodi che vedono Cody cimentarsi con le arti marziali gli autori hanno sfruttato l'esperienza di Sasha Mitchell con l'arte del Taekwondo.
- Prima di Una bionda per papà, Patrick Duffy e Sasha Mitchell avevano già lavorato insieme in Dallas, nella parte di Bobby Ewing e James Beaumont, rispettivamente.
- Steve Urkel di Otto sotto un tetto è comparso due volte in questo telefilm: una nella prima serie[3], col suo nome effettivo, e una nell'ultima[4], come semplice comparsa anonima come uomo del ciak.
- Il nome del personaggio Rich Halke ricalca quello di Richard P. Halke, che ha contribuito allo sviluppo della serie come scrittore e soggettista.

## Edizione italiana
Nella prima stagione, trasmessa su Rete 4, la voce di Patrick Duffy è di Claudio Sorrentino. Con la trasmissione delle stagioni successive, su Canale 5, il ruolo passa a Gianni Giuliano che ridoppierà la prima stagione, anche se alcune battute di Sorrentino rimangono.